# Alessandro De Marchi (Radsportler)
Alessandro De Marchi (* 19. Mai 1986 in San Daniele del Friuli) ist ein italienischer Radrennfahrer.

## Sportlicher Werdegang
Alessandro De Marchi wurde 2007 auf der Bahn italienischer Meister in der Mannschaftsverfolgung. Bei der Athens Open Balkan Championship gewann er auch die Mannschaftsverfolgung und er wurde Dritter in der Einerverfolgung.
Seine bedeutendsten Erfolge auf der Straße waren bisher ein Etappensieg beim UCI WorldTour-Etappenrennen Critérium du Dauphiné 2013, zwei Etappensiege bei der Vuelta a España 2014 und 2018 sowie der Sieg beim Giro dell’Emilia 2018, einem Eintagesrennen hors categorie.
Auf der vierten Etappe des Giro d’Italia 2021 kam er als Zweiter ins Ziel und übernahm für zwei Tage die Maglia Rosa. Auf der zwölften Etappe musste De Marchi nach einem schweren Sturz mit mehreren Knochenbrüchen ausscheiden.

## Erfolge

### Bahn
2007
- Italienischer Meister – Mannschaftsverfolgung (mit Giairo Ermeti, Claudio Cucinotta und Matteo Montaguti)

2010
- Italienischer Meister – Einerverfolgung
- Italienischer Meister – Mannschaftsverfolgung (mit Alex Buttazzoni, Angelo Ciccone und Marco Coledan)

2011
- Italienischer Meister – Mannschaftsverfolgung (mit Omar Bertazzo, Giairo Ermeti und Filippo Fortin)

### Straße
2008
- Gran Premio Folignano

2011
- Mannschaftszeitfahren Settimana Internazionale

2013
- eine Etappe Critérium du Dauphiné

2014
- Kämpferischster Fahrer Tour de France
- eine Etappe Vuelta a España

2015
- eine Etappe und Mannschaftszeitfahren Vuelta a España

2016
- Mannschaftszeitfahren Tirreno-Adriatico

2017
- Mannschaftszeitfahren Valencia-Rundfahrt
- Mannschaftszeitfahren Katalonien-Rundfahrt
- Mannschaftszeitfahren Vuelta a España

2018
- Mannschaftszeitfahren Valencia-Rundfahrt
- Mannschaftszeitfahren Tour de Suisse
- eine Etappe Vuelta a España
- Giro dell’Emilia

2021
- Bergwertung Tour of the Alps
- Tre Valli Varesine
- Europameister – Mixed-Staffel

2024
- eine Etappe Tour of the Alps

## Grand-Tour-Platzierungen
| Grand Tour            | 2011 | 2012 | 2013 | 2014 | 2015 | 2016 | 2017 | 2018 | 2019 | 2020 | 2021 | 2022 | 2023 | 2024 |
| --------------------- | ---- | ---- | ---- | ---- | ---- | ---- | ---- | ---- | ---- | ---- | ---- | ---- | ---- | ---- |
| Giro d’ItaliaGiro     | 108  | 98   | –    | –    | –    | 94   | –    | 65   | –    | –    | DNF  | 92   | 38   | 51   |
| Tour de FranceTour    | –    | –    | 71   | 52   | –    | –    | 99   | –    | DNF  | 100  | –    | –    | –    | –    |
| Vuelta a EspañaVuelta | –    | –    | –    | 67   | 78   | –    | 70   | 76   | –    | –    | –    | 103  | –    | 125  |